# Coaling
La ville de Coaling est située dans le comté de Tuscaloosa, dans l’État de l’Alabama, aux États-Unis. Sa population s’élevait à 1 657 habitants lors du recensement de 2010, estimée à 1 642 habitants en 2016.

## Démographie
| 1880 | 2000  | 2010  |
| ---- | ----- | ----- |
| 190  | 1 115 | 1 657 |

## Source
- (en) Cet article est partiellement ou en totalité issu de l’article de Wikipédia en anglais intitulé « Coaling, Alabama » (voir la liste des auteurs).

1. ↑  « Statistiques des États-Unis - Profils des communautés de 2010 - Coaling » (consulté en septembre 2020)